# .ini
.ini (англ. Initialization file) — розширення файлів конфігурації, що містять дані налаштувань для сімейства операційних систем Windows, а також для їх деяких додатків. Файли .ini з'явилися з найперших версій Windows. У версії Windows 1.01 був лише єдиний файл — WIN.INI. У Windows 3.0 з'явився ще один файл .ini — SYSTEM.INI. У подальших версіях Windows їх кількість почала зростати швидко і безконтрольно. Не існує докладної офіційної специфікації формату. Починаючи з Windows 95, INI-файли вважаються застарілими, і, як заміну їм, Microsoft пропонує використовувати системний реєстр. Однак, INI-файли продовжують використовуватися як додатками інших виробників, так і компонентами ОС від Microsoft. Наприклад, файл boot.ini використовується в Windows NT при завантаженні для вибору ОС із декількох ОС.

## Формат